# Instytut Filozofii i Socjologii Akademii Pedagogiki Specjalnej im. Marii Grzegorzewskiej w Warszawie
Instytut Filozofii i Socjologii Akademii Pedagogiki Specjalnej im. Marii Grzegorzewskiej w Warszawie – jeden z sześciu instytutów Akademii Pedagogiki Specjalnej im. Marii Grzegorzewskiej w Warszawie.

## Kierunki kształcenia
- Socjologia (studia I i II stopnia)[1]

## Poczet dyrektorów
1. dr hab. Robert Piłat (2006–2008)
2. dr hab. Krzysztof Wielecki (2008–2010)
3. prof. dr hab. Elżbieta Tarkowska (2010–2016)
4. dr hab. Danuta Duch-Krzystoszek (od 2016)

## Władze Instytutu
W kadencji 2020–2024:
| Stanowisko         | Imię i nazwisko                 |
| ------------------ | ------------------------------- |
| Dyrektor           | dr hab. Danuta Duch-Krzystoszek |
| Zastępca dyrektora | dr Marta Cobel-Tokarska         |

## Struktura organizacyjna
| Jednostka                                              | Kierownik                                 |
| ------------------------------------------------------ | ----------------------------------------- |
| Katedra Filozofii Moralności i Etyki Globalnej         | dr hab. Helena Ciążela                    |
| Katedra Socjologii Kultury                             | prof. dr hab. Ryszard Radzik              |
| Katedra Socjologii Zmiany Społecznej                   | prof. dr hab. Renata Siemieńska-Żochowska |
| Zakład Kulturowych Aspektów Problemów Społecznych      | dr hab. Grzegorz Pyszczek                 |
| Zakład Podstaw Filozofii i Filozofii Społecznej        | dr hab. Anna Drabarek                     |
| Zakład Socjologii Mediów i Komunikacji Społecznej      | dr Piotr Toczyski                         |
| Zakład Socjologii Ogólnej i Badań Interdyscyplinarnych | dr hab. Bronisław Treger                  |